# Héctor Berenguel
Héctor Berenguel del Pino est un footballeur espagnol, né le 11 octobre 1974 à Almería. Il évolue au poste de défenseur.

## Biographie
Formé au Polideportivo Almería avec lequel il évolue en Segunda Division B (D3) dès 1992, il rejoint ensuite l'Elche CF, dans cette même division, en 1995. Il accède avec ce club à la Segunda division en 1997. Il s'engage en 1998 au Séville FC, qui se voit promu en première division en 1999 ; Séville est relégué à la fin de la saison en 2000. Il rejoint ensuite le Deportivo La Corogne en 2001, et y reste jusqu'en 2006. Il évolue par la suite au RCD Majorque, où il met un terme à sa carrière en 2008.
Le bilan de sa carrière en championnat s'élève à 162 matchs en première division, 111 matchs en deuxième division (neuf buts), et 102 matchs en troisième division (quatre buts). Il réalise sa meilleure performance lors de la saison 2000-2001, où il inscrit cinq buts en D2. Il joue également 26 matchs en Ligue des champions, tous disputés avec le Deportivo. Il joue les quarts de finale de cette compétition en 2002 face au club anglais de Manchester United. Il inscrit son seul but dans cette compétition face à l'AEK Athènes en novembre 2003.

## Palmarès
- Séville FC
  - Champion d'Espagne de D2 en 2001

- Deportivo La Corogne
  - Vice-champion d'Espagne en 2002